# Karolina Matilda av Holstein-Augustenburg
Karolina Matilda, prinsessa av Schleswig-Holstein-Sonderburg-Augustenburg, född den 25 januari 1860 på Augustenborgs slott, död den 20 februari 1932 på egendomen Grünholz, var en tysk prinsessa. Hon var dotter till Fredrik av Schleswig-Holstein-Sonderburg-Augustenburg (1829-1880) och Adelheid av Hohenlohe-Langenburg (1835-1900).
Karolina Matilda gifte sig 19 mars 1885 med Fredrik Ferdinand av Schleswig-Holstein-Sonderburg-Glücksburg (1855-1934), äldste son till Fredrik av Glücksburg (1814-1885) och Adelheid av Schaumburg-Lippe (1821-1899).

## Barn
1. Victoria Adelheid (1885-1970), gift med Karl Edvard av Sachsen-Coburg-Gotha (1884-1954). Mormor och morfar till kung Carl XVI Gustaf.
2. Alexandra (1887-1957), gift med 1: sin kusin August Vilhelm av Preussen (1887-1949), gift med 2: Arnold Rümann (1884-1951).
3. Helene (1888-1962), gift med Harald av Danmark (1876-1949) (son till Fredrik VIII av Danmark och Louise av Sverige).
4. Adelheid (1889-1964), gift med furst Friedrich av Solms-Baruth (1886-1951)[5].
5. Friedrich, hertig av Schleswig-Holstein (1891-1965), gift med sin syssling Marie Melita av Hohenlohe-Langenburg (1899-1967).
6. Karoline-Mathilde (1894-1972), gift med greve Hans av Solms-Baruth (1893-1971)[5].